# Tentative d'assassinat de Jean-Paul II
La tentative d'assassinat de Jean-Paul II a lieu le 13 mai 1981, lorsque Mehmet Ali Ağca, un ressortissant turc de 23 ans, membre de l'organisation nationaliste des Loups gris, tente de tuer le pape sur la place Saint-Pierre au Vatican.
L'événement se produit alors que Jean-Paul II prend un traditionnel bain de foule à bord de sa papamobile. Grièvement blessé par balles (abdomen, main, bras), il est admis à l'hôpital Gemelli et perd près de trois quarts de son sang. Il frôle alors la mort, y compris quelques semaines plus tard après avoir contracté un cytomégalovirus lors d'une transfusion sanguine. Il conservera des séquelles physiques de cette tentative d'assassinat.
Interpellé sur place alors que son complice n'a pas agi de son côté, Mehmet Ali Ağca présente des motivations qui restent troubles. Des théories sur un complot international émergent rapidement. Un séjour de deux mois d'Ağca en Bulgarie, alors membre du bloc communiste, alimente un emballement médiatique : Ağca est alors présenté comme un mercenaire à la solde de l’URSS ; cette piste domine largement la présentation de l'affaire jusqu’à ce qu’elle soit écartée en 1986, lors du procès de Rome et des révélations notamment de la CIA.
Mehmet Ali Ağca, que Jean-Paul II rencontre en 1983 pour lui accorder son pardon, est condamné à la prison à vie en Italie. Gracié en 2000 par le président italien Carlo Azeglio Ciampi, il est transféré en prison en Turquie en raison d'un crime qu'il a commis sur le sol turc. Après 29 ans d’enfermement, il est définitivement libéré en 2010, ce qui clôture l’un des épisodes les plus marquants de l’histoire contemporaine du Vatican.

## De possibles mises en garde
Selon Michel Roussin, alors directeur de cabinet du directeur général du SDECE, les services français de renseignements extérieurs, des rumeurs auraient circulé dès la fin de l'année 1979 selon lesquelles un attentat était en préparation contre le pape, sans doute fomenté par les autorités politiques du bloc communiste. Dès le mois de janvier 1980, le Vatican est prévenu, « par l'intermédiaire d'un important responsable de l'Église de France, ami du directeur général (Alexandre de Marenches) et ancien de la France libre ». Cependant, le Vatican reste sceptique. Le SISMI, le service italien de renseignement, est donc prévenu en parallèle, sans guère plus de résultat.

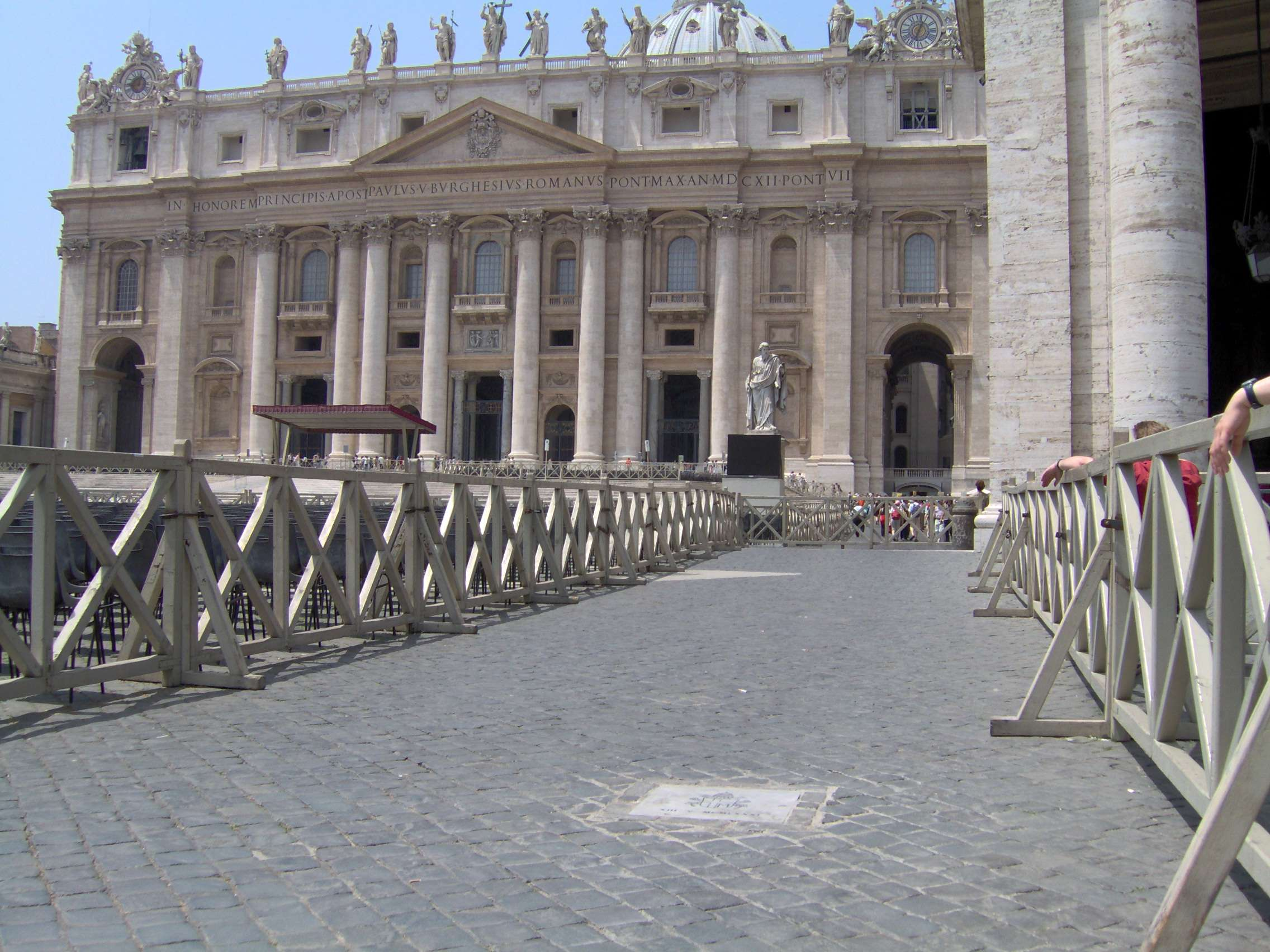
L'endroit exact où a eu lieu la tentative d'assassinat est indiqué, sur le pavement de la place Saint-Pierre, par une petite plaque blanche.

## Le déroulement de l'attentat

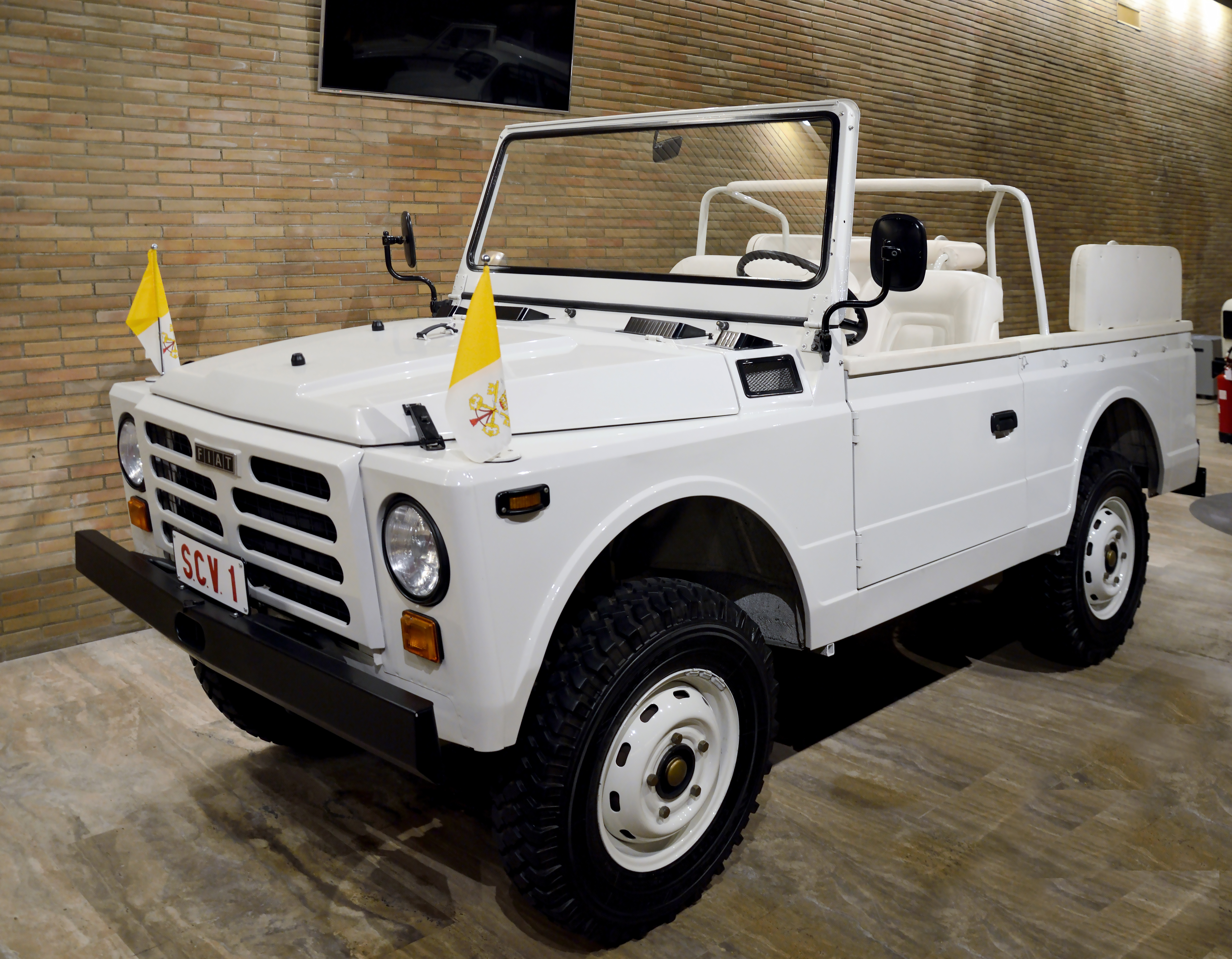
La papamobile, un 4×4 Fiat Campagnola, dans lequel se trouvait Jean-Paul II au moment de l'attentat.

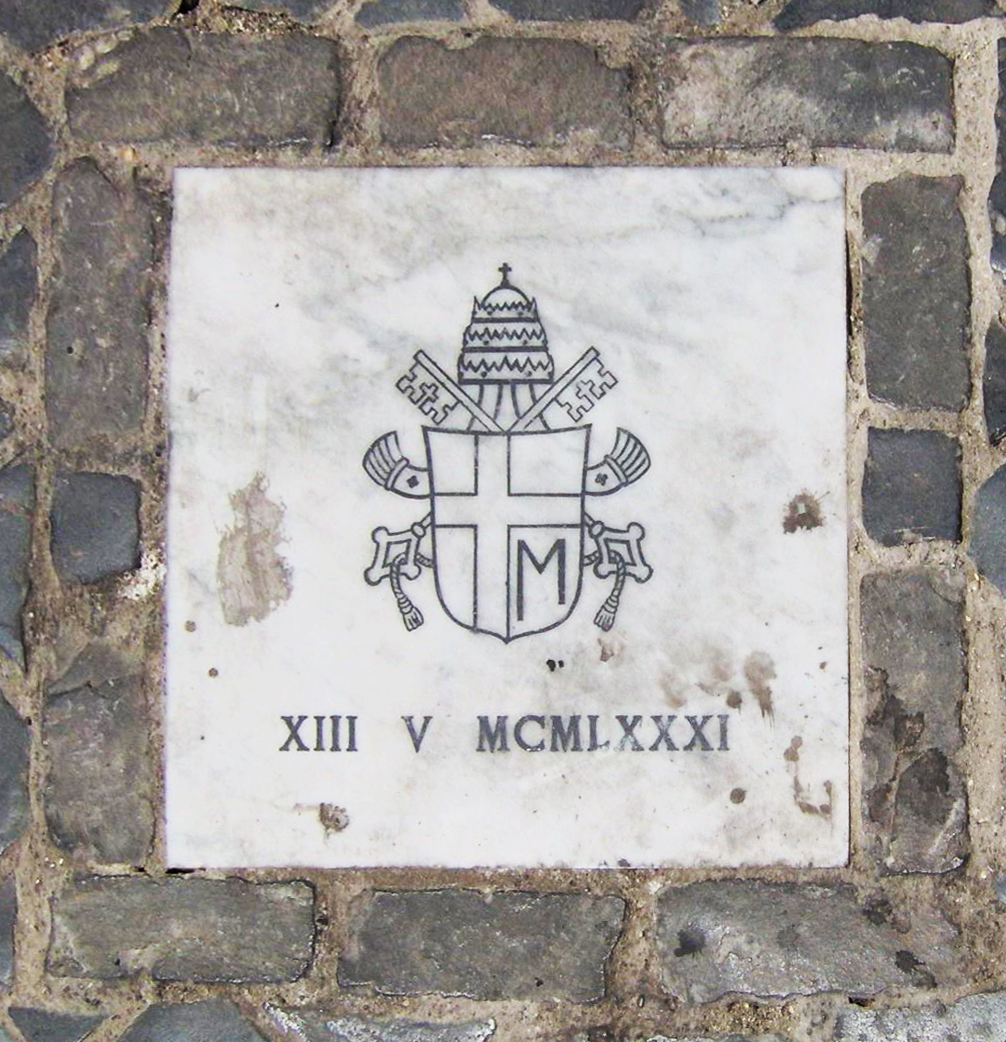
Plaque commémorative de la tentative d'assassinat sur la place Saint-Pierre, portant les armoiries papales de Jean-Paul II et la date en chiffres romains XIII V MCMLXXXI (13 5 1981).

Le 13 mai 1981, Mehmet Ali Ağca, entré en Italie en août 1980 sous un faux nom depuis la Bulgarie, sort son semi-automatique Browning GP de 9 mm de la sacoche qu'il porte en bandoulière et tire à 17 h 17 deux coups de feu sur le pape Jean-Paul II qui se trouvait sur la place Saint-Pierre dans l'enceinte du Vatican pour l'audience générale hebdomadaire devant 20 000 fidèles, alors qu'il effectuait un deuxième tour en papamobile et passait à hauteur de la porte de Bronze. Une première balle chemisée touche l'index de la main gauche du pape qui la dévie dans l'abdomen, perforant l'intestin grêle et le côlon sigmoïde. Une seconde balle effleure son coude droit et blesse deux autres personnes : une Américaine (Ann Odre) et une Jamaïcaine (Rose Hill). Le pape s'écroule dans la jeep, soutenu par son secrétaire Stanislas Dziwisz et son camérier Angelo Gugel. 
Alors qu'Ağca se trouve à 3 m du pape, son complice, Oral Çelik est à 20 m au milieu de la foule, serrant contre lui un 7,65 Beretta et, dans un petit sac, une grenade offensive qu'il doit utiliser pour faire diversion. Çelik, tire de plus loin une fois mais ne touche personne et, paniqué, s'enfuit sans lancer la grenade. Selon le témoignage d'Ağca, il était prévu qu'il puisse s'échapper dans la confusion causée par l'explosion de cette grenade et qu'il se réfugie dans l'ambassade bulgare. La religieuse sœur Letizia s'est jetée sur Ağca et le chef de la sécurité vaticane, Camillo Cibin, a sauté par-dessus les barrières pour l'appréhender. Deux touristes américaines ont été légèrement blessées par les balles du tireur.
La jeep amène le pape derrière les colonnades où il est transféré dans une ambulance. Malgré les embouteillages, cette ambulance qui transporte le pape grièvement blessé à l'abdomen par un des projectiles met 10 minutes — sans sirène, elle était en panne, alors que le véhicule était neuf — pour arriver à l’hôpital Gemelli (à six kilomètres de la place Saint-Pierre), où l’opération dure cinq heures, tandis que la foule en prière, venue pour l’audience générale du mercredi (alors l’après-midi), ne quitte pas la place Saint-Pierre.
Lors de la transfusion sanguine, le pape contracte un cytomégalovirus qui a failli lui être fatal quelques semaines plus tard.
Le 27 décembre 1983, Jean-Paul II rend visite à Ağca dans la prison de Rebibbia et lui réitère son pardon. Après une conversation privée, le pape déclare : « Ce dont nous avons parlé restera un secret entre lui et moi. Je lui ai parlé comme à un frère à qui j'ai pardonné et qui a mon entière confiance. » Ağca est condamné en Italie à la prison à vie mais libéré après 19 années de captivité puis emprisonné en Turquie. Ağca est finalement libéré sur parole en janvier 2006, mais il retourne en prison huit jours après car la Cour de cassation turque estime finalement que les réductions de peines appliquées avaient été mal calculées. Il est finalement sorti de prison le 18 janvier 2010, après près de 29 ans passés derrière les barreaux.
Selon les confidences de Mieczyslaw Mokrzycki, l'assistant de Stanislas Dziwisz le secrétaire particulier de Jean-Paul II (extraites du livre Le mardi était son jour préféré - Éditions des Béatitudes), le pape lui confia la déception de sa rencontre avec Ali Ağca : « Ni repentir, ni regret, il n'a pas prononcé le mot pardon. ».

## Les différentes thèses sur les commanditaires
Différentes théories sont mises en avant pour expliquer l'attentat. La plus relayée par les médias dans les pays de l'OTAN est celle de la « filière bulgare ». Le procès de 1986 a pourtant abouti à un non-lieu pour le principal accusé bulgare, Sergueï Antonov (en), discréditant là cette théorie. De plus, aucune preuve ou élément concret attestant cette théorie ne fut jamais mis en avant, même lors de la consultation des archives des services secrets bulgares par les membres d'une commission d'enquête américaine du Center for Democracy en 1991.
Les autres théories évoquent un acte isolé mené par un déséquilibré en mal de reconnaissance, un complot turco-américain, et l'influence de la mafia.

### La théorie de la « filière bulgare »

#### Une théorie fragile
Très rapidement, la thèse de la piste soviétique fut soulevée étant donné l'hostilité entre Moscou et le Vatican et la guerre secrète intense entre ces deux puissances. En premier par Francesco Pazienza, agent du SISMI italien (impliqué dans de nombreuses affaires des années de plomb, entre autres l'attentat de Bologne de 1980, qui fit 85 morts, ou les négociations avec la Camorra lors de l'enlèvement de Ciro Cirillo en mai-juillet 1981), et Alexandre de Marenches, chef du SDECE, qui déclarèrent avoir averti six mois auparavant le Vatican de l'imminence de cet attentat. Pazienza déclara ensuite avoir été à l'origine de la plupart des informations de la journaliste américaine Claire Sterling (en), qui fut la première à évoquer la « piste bulgare » dans la presse. Ces informations ont toutefois été balayées par les anciens agents de la CIA Melvin Goodman et Harold Forden en 1991 lors d'une séance au Sénat. D'après eux, non seulement la CIA, n'avait jamais détenu la moindre preuve d'un quelconque rôle joué par les Soviétiques ou les Bulgares dans l'attentat, mais en outre, se fondant sur leur « excellent niveau d'infiltration des services secrets bulgares », leurs experts avaient rapidement conclu qu'il n'existait aucune filière bulgare.
Après dix-sept mois d'incarcération et de nombreuses visites des services secrets italiens, Mehmet Ali Ağca a affirmé que Sergueï Antonov (en), un responsable du bureau romain de la compagnie aérienne Balkan Air, lui avait fourni le pistolet avec lequel il a grièvement blessé Jean-Paul II et aurait agi sur ordre des services secrets bulgares. Le 25 novembre 1982, Sergueï Ivanov Antonov, est arrêté et inculpé pour tentative d'assassinat. Cependant, aucune preuve n'est apportée aux accusations contre Antonov, à l'exception du témoignage d'Ağca. En juin 1983, Mehmet Ali Ağca revient sur une grande partie de ses aveux précédents. Au cours du procès à Rome en 1986, Abdullah Çatlı, autre membre des Loups gris, a affirmé avoir donné lui-même un faux passeport à Ağca avant l'attentat et avoir acheté l'arme. Durant ce procès, les avocats des bulgares démontrent à plusieurs reprises la fragilité de la théorie de la « filière bulgare », insistant notamment sur le fait que ni l'argent soi-disant donné à Mehmet Ali Ağca pour mener à bien l'assassinat, ni la voiture qui lui aurait permis de s'enfuir n'ont jamais été retrouvés ; ou sur les incohérences des aveux et rétractations de Mehmet Ali Ağca. Enfin, pour les avocats des bulgares accusés, cette théorie reviendrait à imaginer que l'URSS prenne un risque politique et diplomatique énorme pour des objectifs plus que douteux. D'après eux, tuer le pape n'aurait fait que redoubler la contestation de l'ordre soviétique en Pologne, et tout trouble politique majeur en Turquie aurait été l'occasion pour la dictature militaire soutenue par les États-Unis de renforcer son pouvoir.
Le procès mené par Antonio Marini se déroule à Rome du 27 mai 1985 au 29 mars 1986. Sergueï Antonov est acquitté pour « insuffisance de preuves », et la théorie de la « filière bulgare » est balayée. Mehmet Ali Ağca, le tireur qui s'est déclaré comme la réincarnation du Christ pendant les audiences, est condamné à l'emprisonnement à vie en Italie. Il est gracié après 19 ans passés derrière les barreaux par le président italien Carlo Azeglio Ciampi.

#### Une théorie qui suscite toujours une polémique
En 1991, l'étude des archives des services secrets bulgares par Allen Weinstein et les membres d'une commission d'enquête américaine du Center for Democracy ne permit pas de découvrir la moindre preuve susceptible d'attester une quelconque participation bulgare ou du KGB.
Lors d'un voyage en Bulgarie en mai 2002, Jean-Paul II a déclaré qu'il n'a jamais cru en la piste de la « connexion bulgare ». La Bulgarie et l'URSS nient formellement avoir été impliquées dans cette tentative d'assassinat, de même que Markus Wolf, ancien maître-espion de la Stasi.
Le rapport, publié en 2006, de la « commission Mitrokhine », commission parlementaire italienne chargée d'enquêter sur les activités des services secrets communistes en Italie pendant la guerre froide semblerait confirmer la responsabilité du bloc de l'Est. Mais celui-ci a été sévèrement mis en doute, en particulier à la suite du scandale qui a touché le consultant Mario Scaramella (en), proche du sénateur Paolo Guzzanti qui dirigeait la Commission, à la suite de l'affaire Alexandre Litvinenko. Scaramella est en effet apparu comme le principal « informateur » de la Commission, et a fait l'objet d'une plainte de Romano Prodi après qu'il eut déclaré que ce dernier était un agent du KGB. Selon cette commission, l'attentat contre Jean-Paul II aurait été décidé par le dirigeant soviétique Léonid Brejnev, puis mis en œuvre par les autorités militaires d'URSS. La GRU, service secret militaire soviétique, aurait « ensuite procédé à une répartition des tâches ». Dans cette opération, les services bulgares auraient servi de « couverture » tandis que la Stasi, la police secrète est-allemande, aurait été chargée de la « désinformation ». Le sénateur Paolo Guzzanti, qui a présidé cette commission, mentionne également le fait que le juge antiterroriste français Jean-Louis Bruguière lui aurait confié en octobre 2004 avoir acquis la conviction que l'attentat commis par Ali Agca contre le pape le 13 mai 1981 avait été l'œuvre de la GRU.
Dans La Fabrication du consentement, Noam Chomsky et Edward Herman présentent la théorie de la « filière bulgare » comme profitant surtout aux gouvernements d'Europe de l'Ouest dans le cadre de la guerre froide, et aurait été soutenue par ceux-ci, malgré l'absence de preuve, à cette seule fin. D'après eux, les trois principales sources alimentant cette théorie de la « filière bulgare », Claire Sterling, Paul Henze et Marvin Kalb, ont ignoré les nombreux faits qui mettaient en doute leur théorie, dont l'essentiel se basait sur une forme de spéculation idéologique.

### La poursuite de la « stratégie de la tension »
Selon Le Monde diplomatique, le groupe des Loups gris, dont faisait partie Mehmet Ali Ağca, aurait été manipulé » par Gladio, réseau « stay-behind » de l'OTAN. L'objectif de l'assassinat aurait été de poursuivre la stratégie de la tension en Italie, dans la continuité de l'attentat de la gare de Bologne en 1980.
Le Monde diplomatique souligne ainsi que Mehmet Ali Ağca a été aidé par Abdullah Çatlı, autre membre des Loups gris et membre notoire de Gladio. La journaliste Lucy Komisar soutient également cette thèse. La journaliste Roumiana Ougartchinska, dans son livre-enquête La vérité sur l'attentat contre Jean-Paul II, penche pour la même thèse, mais va plus loin en avançant que la CIA a actionné Gladio (la Glagio turque manipulant à son tour les Loups Gris) et mené une opération d'intoxication pour incriminer la « filière bulgare » et déstabiliser le bloc de l'Est : en faisant assassiner le pape, la CIA espérait une révolte violente en Pologne alors que Jean-Paul II pratiquait une « Ostpolitik » basée sur la diplomatie.

### La participation possible de Cosa Nostra
Une autre théorie, non contradictoire avec les deux précédentes, implique la mafia. Elle aurait probablement participé à l'aspect logistique de l'opération. Cette idée est corroborée par les déclarations de plusieurs repentis de l'organisation criminelle, en particulier Vincenzo Calcara. Dans ses mémoires sur les déclarations faites au juge Paolo Borsellino, il est question entre autres de l'attentat contre Jean-Paul II. Calcara raconte qu'il a été personnellement chargé par l'entrepreneur mafieux et maçon Michele Lucchese (en contact avec Monseigneur Paul Marcinkus) de se rendre à Rome le 12 mai 1981, pour récupérer le jour suivant deux Turcs armés place Saint-Pierre. 20 minutes après l'attentat, seul un Turc se présente au lieu de rencontre, très agité et escorté par Sergueï Antonov (arrêté et acquitté pour faute de preuve) proche de la Mafia bulgare. Avec le Turc, Saverio Furnari (capodecina de la famille de Castelvetrano) et Vincenzo Santangelo (défini comme « le filleul de notre chef absolu Francesco Messina Denaro »), Vincenzo Calcara retourne à Milan et à Paderno Dugnano, dans la maison de Lucchese, où Furnari et Santangelo tuent le Turc. C'est Calcara qui l'enterre, mais quand, après l'attentat à Paolo Borsellino, il retourne sur les lieux avec les magistrats, la terre avait été « visiblement » retournée, et le cadavre a disparu.

## Interprétation religieuse
En février 2013, Mehmet Ali Ağca publie une autobiographie en italien, dans laquelle il propose une énième version des faits survenus avant la tentative d’assassinat du 13 mai 1981. Le criminel désigne l'ayatollah iranien Khomeini comme étant le commanditaire de sa tentative d'assassinat du pape, le Guide suprême de la révolution iranienne lui aurait ainsi demandé de « tuer le pape au nom d’Allah ».

### Documentaires télévisés
- Patrice des Mazery, Roumiana Ougartchinska, Lundi Investigation, Jean-Paul II : Contre-enquête sur l'attentat, diffusé sur Canal+, le 12 juin 2007.
- Secrets d'actualité, en 2003-2004, Tentative d'assassinat contre Jean-Paul II, sur M6.

### Films et romans inspirés de cet événement
- Cette tentative d'assassinat a notamment inspiré l'écrivain américain Tom Clancy pour son roman Red Rabbit.
- Elle inspire l'écrivain bulgare Stefan Kisyov d'écrire son roman-parodie Le bourreau
- Elle est également représentée dans le dernier épisode du manga Chrno crusade.
- Le film italien Morte in Vaticano (1982), réalisé par Marcello Aliprandi, met en scène Terence Stamp dans le rôle d'un pape victime visé par un complot destiné à l'assassiner.
- La Filière bulgare de Gérard de Villiers (SAS no 70) : Malko Linge enquête en 1983 pour exfiltrer de Bulgarie le général soviétique ayant supervisé l'attentat contre le Pape.
- Tuez le Pape de Gérard de Villiers (SAS no 142) : Malko Linge enquête en 2001 pour découvrir qui, vingt ans auparavant, avait donné l'ordre d'assassiner le Pape.